# 内藤聡 (起業家)
内藤 聡（ないとう さとる、1990年4月17日 - ）は日本出身の起業家、経営者。山梨県甲府市出身。サンフランシスコ在住。大学卒業後シリコンバレーに渡米し起業。リモートワーク向けの賃貸事業Anyplaceを創業。Uberの初期投資家のジェイソン・カラカニスから出資を受ける。

## 略歴
大学を卒業後渡米。2015年に会社を設立するもいくつかの事業に失敗。2017年にAnyplaceをローンチし、Uberの初期投資家としても知られるジェイソン・カラカニスらから出資を受けた後、現在までに65カ国400都市（2021年5月時点）までサービスを展開している。2018年にForbes 30 Under 30 Japanに選出される。